# معركة بئر الحسنة
معركة بئر الحسنة وقعت بين 13–21 فبراير 1917م خلال حملة سيناء وفلسطين في الحرب العالمية الأولى عند بئر الحسنة في وسط سيناء ، بين قوات الإمبراطورية البريطانية من جهة والقوات العثمانية وبدو سيناء، نتج عن المعركة تراجع الحاميات العثمانية من سيناء.